# District de Murau
Le district de Murau est une subdivision territoriale du land de Styrie en Autriche.

## Géographie

### Lieux administratifs voisins
|                                                                              | District de Liezen                                     |                       |
| District de Tamsweg (Land de Salzbourg)                                      |                                                        | District de Judenburg |
| District de Spittal an der Drau, District de Feldkirchen (Land de Carinthie) | District de Sankt Veit an der Glan (Land de Carinthie) |                       |

## Communes
Le district de Murau est subdivisé en 14 communes :
- Krakau
- Mühlen
- Murau
- Neumarkt in der Steiermark
- Niederwölz
- Oberwölz
- Ranten
- Sankt Georgen ob Murau
- Sankt Lambrecht
- Sankt Peter am Kammersberg
- Scheifling
- Schöder
- Stadl an der Mur
- Teufenbach-Katsch